# ピンク・パンサーX
『ピンク・パンサーX』（原題: Trail of the Pink Panther）は1982年製作のイギリスのコメディ映画。ピンク・パンサーシリーズの第6作。クルーゾー警部役で主演してきたピーター・セラーズが1980年に死去した後に製作された、過去の映像からの再録による総集編的な追悼作。しかし新撮もされ、新たな物語として構成されており、翌年公開される新作『ピンク・パンサー5 クルーゾーは二度死ぬ』への伏線になっている。
製作・脚本・監督ブレイク・エドワーズ。音楽ヘンリー・マンシーニ。日本劇場未公開。BS放映タイトルは『トレイル・オブ・ザ・ピンクパンサー』。『ピンク・パンサーX』はDVDタイトル。

## ストーリー
中東の国ルガシュの博物館から「ピンク・パンサー」の名を持つ世界屈指のダイヤモンドが盗まれた。近代以降3度目の盗難である。同国首脳はかつてピンク・パンサーを取り戻した実績を持つパリ警察のジャック・クルーゾー警部へ捜査依頼をする。クルーゾーはチャールズ・リットン卿（＝怪盗ファントム）による犯行と推理しロンドンに向かうが、何者かに命を狙われる。そしてロンドンからルガシュへ向かうクルーゾーの乗った飛行機が消息を絶ってしまう。
ニュースキャスターのミス・ジュヴェはクルーゾーの消息を追って取材を始める。ジュヴェはクルーゾーゆかりのドレフュス主任警部、使用人のケイトー、元部下のエルキュールらを取材した後、エルキュールのアドバイスにより、クルーゾーが怪盗ファントムと信じていたリットン卿を訪ねる。リットン卿の妻シモーヌは元クルーゾー夫人であった。リットン卿はクルーゾーはきっと生きていると言う。さらにワイナリーを経営するクルーゾーの父親にも話を聞いた。クルーゾーの消息は未だ不明。果たして彼の行方は・・・

## 概要
「唯一のクルーゾー警部、ピーターに捧げる （To PETER... the one and only Inspector Clouseau）」 と冒頭にクレジットされた、ピーター・セラーズ追悼作。 
『ピンクの豹』（1963年）から『ピンク・パンサー4』（1978年）まで、5作でジャック・クルーゾー警部を演じてきたセラーズが、1980年7月に死去にしたことに伴い製作された総集編的な作品。ただし完全な総集編ではなく、未発表映像も含めた過去のフィルムに新撮影分も合わせ、新たな物語に仕立てられている。日本では劇場公開もビデオ発売もなく、存在も『ピンク・パンサー5 クルーゾーは二度死ぬ』の劇場公開時パンフレットでわずかに触れられているのみでほとんど知られていなかった。2003年にBS2で『トレイル・オブ・ザ・ピンクパンサー』のタイトルで放映。2004年にDVDが『ピンク・パンサーX』としてリリースされた。
前半は主に『ピンク・パンサー3』製作時に撮影された未発表映像を中心に構成されている。同作は2時間を超える長尺を想定して撮影されたが、公開にあたり編集され大量のカットシーンが発生した。この未発表シーンのクルーゾー登場部分に他の俳優による新撮分を合わせ、盗まれたダイヤモンドを追ってフランスからイギリスに渡ったクルーゾーが消息不明になるまでを描いている。
後半はクルーゾーの行方を追うニュースキャスターのジュヴェが、クルーゾーゆかりの人々を次々と訪ねて取材する展開。過去の名シーンをバックにクルーゾーの思い出が語られる総集編らしい内容になっている。第1作以来のデヴィッド・ニーヴン、キャプシーヌらが出演する一方、過去のシリーズ作でまったく語られる事のなかったクルーゾーの父親も登場する。クルーゾーは消息不明のまま終わるが、ラストに生きているかのような描写があり、翌年に本作の続編の形で公開される『ピンク・パンサー5 クルーゾーは二度死ぬ』の伏線になっている。両作の撮影は並行して行われた。

## 備考
- クルーゾーは第1作『ピンクの豹』で愛妻シモーヌ（キャプシーヌ）に裏切られ、怪盗ファントムことチャールズ・リットン卿（デヴィッド・ニーヴン）の罪を背負い逮捕された。第2作以降は常に独身で、シモーヌについてはまったく語られなかった。本作によってクルーゾーは1964年にシモーヌと離婚、1年後にシモーヌはリットン卿と再婚していたと明らかにされた。ただし、クリストファー・プラマーがリットン卿を演じた第3作『ピンク・パンサー2』（1975年）では、リットンはシモーヌとは別のクローディーヌ（カトリーヌ・シェル）という女性と結婚生活を送っている。
- 第2作『暗闇でドッキリ』にクルーゾーの部下エルキュールとして出演して以降、毎回役柄を変えて出演してきたグレアム・スタークは私生活でもセラーズの親友として知られる。本作では退職したエルキュールとして登場、クルーゾーの思い出を語っている。

## キャスト
- ジャック・クルーゾー警部：ピーター・セラーズ（過去の映像の再録で出演）
- チャールズ・リットン卿（ファントム）：デヴィッド・ニーヴン
- チャールズ・ドレフュス主任警部：ハーバート・ロム
- シモーヌ・リットン：キャプシーヌ
- ケイトー：バート・クウォーク
- ハリーシュ大統領：ハロルド・カスケット
- エルキュール元刑事：グレアム・スターク
- フランソワ刑事：アンドレ・マランヌ
- ミス・ジュヴェ：ジョアンナ・ラムレイ
- ボールス教授：ハーヴェイ・コーマン
- クルーゾーの父親：リチャード・マリガン